# Gardenia invaginata
Gardenia invaginata är en måreväxtart som beskrevs av Elmer Drew Merrill och Lily May Perry. Gardenia invaginata ingår i släktet Gardenia och familjen måreväxter. Inga underarter finns listade i Catalogue of Life.